# Station Bingley
Bingley is een spoorwegstation van National Rail in Bingley, Bradford in Engeland. Het station is eigendom van Network Rail en wordt beheerd door Northern Rail. Het oorspronkelijke houten station werd op 16 maart 1847 geopend. Het stationsgebouw werd in 1892 vervangen door een stenen constructie.